# Kabinett Walter Kieber
Das Kabinett Walter Kieber war von 27. März 1974 bis 26. April 1978 die 12. amtierende Regierung des Fürstentums Liechtenstein unter Vorsitz von Walter Kieber (FBP) in seiner ersten Amtszeit als Regierungschef.
Nach der Landtagswahl am 3. Februar 1974 bildeten die Fortschrittliche Bürgerpartei (FBP) und die Vaterländische Union (VU) eine Koalitionsregierung, die im Landtag des Fürstentums Liechtenstein zusammen alle 15 Sitze einnahm.
Während der Amtszeit des Kabinetts wurden Ehescheidung und Zivilehe eingeführt (1974) und Liechtenstein stellte ein Beitrittsgesuch an den Europarat zur Erlangung der Vollmitgliedschaft (1977).
Für nach dem 18. März 1965 gebildete Regierungen gilt gemäss Artikel 79 der Verfassung des Fürstentums Liechtenstein, dass sie stets fünfköpfige Kollegialregierungen sind, bestehend aus einem Regierungschef als primus inter pares und vier Regierungsräten, von denen einer zum Regierungschef-Stellvertreter bestimmt wird. Aus jedem der beiden Landschaften Oberland und Unterland müssen wenigstens zwei Regierungsmitglieder kommen. Ernannt und entlassen werden sie vom Landesfürsten, die reguläre Amtsperiode beträgt vier Jahre.

## Kabinettsmitglieder
|                               | Bild                                        | Name          | Amtszeit                       | Landschaft | Ressort                                                                           |
| Regierungschef                |                                             |               |                                |            |                                                                                   |
|                               | Regierungschef Walter Kieber                | Walter Kieber | 27. März 1974 – 26. April 1978 | Oberland   | - Präsidium - Äusseres - Finanzen - Justiz - Bauwesen - Land- und Forstwirtschaft |
| Regierungschef-Stellvertreter |                                             |               |                                |            |                                                                                   |
|                               | Regierungschef-Stellvertreter Hans Brunhart | Hans Brunhart | 27. März 1974 – 26. April 1978 | Oberland   | - Inneres - Bildungswesen - Wirtschaft - Verkehr                                  |
| Regierungsräte                |                                             |               |                                |            |                                                                                   |
|                               | Regierungsrat Hans Gassner                  | Hans Gassner  | 27. März 1974 – 26. April 1978 | Oberland   | - Sozial- und Gesundheitswesen                                                    |
|                               | Regierungsrat Georg Malin                   | Georg Malin   | 27. März 1974 – 26. April 1978 | Unterland  | - Kultur - Umwelt                                                                 |
|                               | Regierungsrat Walter Oehry                  | Walter Oehry  | 27. März 1974 – 26. April 1978 | Unterland  | - Jugend - Sport                                                                  |